# Щанс
За едноименния град в Швейцария вижте Щанс (Швейцария).
Щанс (на немски: Stans) е селище в Западна Австрия. Разположено е в окръг Швац на провинция Тирол около река Ин. Надморска височина 563 m. Има жп гара. Отстои на около 27 km източно от провинциалния център град Инсбрук. Население 1891 жители към 1 април 2009 г.